# Groupement de recherche sur l'administration locale en Europe
 (mai 2017).
 (mars 2019).
Pour les articles homonymes, voir Grale (homonymie).
Le Groupement de Recherche sur l'Administration Locale en Europe (GRALE) est un groupement d'intérêt scientifique (GIS) ayant pour objet l'étude de l'administration locale en Europe. Il s'attache à l'amélioration de la connaissance des processus socio-politiques et économiques locaux, de l'action publique territorialisée et des problèmes juridiques qu'ils soulèvent. 

## Historique
Le Groupement de Recherche sur l'Administration Locale (GRAL) a été créé en 1978 comme GDR (Groupement De Recherche) du Centre National de la Recherche Scientifique (CNRS), à l’initiative de Georges Dupuis et de Jean Bouinot, tous deux professeurs à l’université Paris-I-Panthéon-Sorbonne.
Son siège est, depuis l'origine, au centre Malher, au sein de l'université Paris-I - Panthéon-Sorbonne.
Sa mission est de soutenir et de structurer la recherche pluridisciplinaire sur les collectivités territoriales. Il a publié depuis 1980 l'Annuaire des collectivités locales auquel a succédé Droit et Gestion des collectivités territoriales. Depuis 1980, il décerne également le Prix de thèse des collectivités territoriales.
En 1994, le GRAL intègre la dimension européenne et devient le GRALE (E pour Europe).
Le GRALE, qui réunit une quarantaine de centres de recherches et institutions scientifiques nationales et internationales, a pour mission de promouvoir des recherches sur les collectivités territoriales, l’action publique territorialisée et des problèmes juridiques qui s’y rapportent. Il trouve sa raison d’être dans le réseau dense et diversifié des équipes de recherche ou associations scientifiques des diverses disciplines qu’il contribue à entretenir et à stabiliser. Ce réseau forme la base de l’Observatoire national de la décentralisation mis en place par le GRALE en 2004, en partenariat avec le ministère de l’Intérieur, et qui continue son activité de manière indépendante. Le GRALE est également au centre d’un réseau international associant des chercheurs de plus de trente pays.

## Missions et statut
Le GRALE existe sous la forme d' un groupement d’intérêt scientifique du CNRS de 1999 à 2018, puis d'un groupement d'intérêt scientifique.
Il peut être défini comme un partenariat d’institutions au service de la recherche et sa stratégie de recherche est fondée sur la coopération entre le monde universitaire et le monde des institutions. Le GRALE repose sur la conviction que les connaissances produites par la recherche sont de nature à permettre une meilleure maîtrise des processus sociopolitiques et économiques et des problèmes juridiques qu’ils soulèvent. Réciproquement, la recherche est stimulée par les questions que lui adressent les institutions et qui sont de nature à lui permettre d’identifier plus rapidement les questions les plus importantes ou nouvelles.
L’organisation du GRALE concilie la programmation à moyen terme, indispensable pour donner du recul à la recherche, et la réactivité, indispensable pour mobiliser les moyens nécessaires pour répondre rapidement à des questions nouvelles adressées par les partenaires ou par les événements. Mais le GRALE reste un organisme de recherche ; il traite les questions posées selon une méthodologie de recherche et non en bureau d’études, il s'appuie sur un Conseil scientifique.
Le réseau scientifique est pluridisciplinaire, notamment droit, gestion, finances publiques, sciences économiques, science politique, géographie, histoire. Il se renouvelle par l’apport régulier de nouveaux chercheurs, par exemple les lauréats du Prix de thèse.
Les institutions signataires de la convention pluriannuelle instituant le GRALE lui apportent des moyens et concourent à la détermination des orientations de recherche de la communauté scientifique qu’il organise. La programmation scientifique du GRALE s’appuie sur la valorisation scientifique de la fonction réseau et sur l’extension de cette fonction sur le plan international. Elle développe les thématiques prioritaires désignées par les institutions signataires de la convention et qui composent le Conseil d'administration du GRALE.
Depuis 1999 les partenaires, qui ont varié en fonction des projets et suivant les périodes, ont été notamment, outre des établissements universitaires (le Centre national de la recherche scientifique (CNRS), l’université Paris-I - Panthéon-Sorbonne, l’université Lille-II droit et santé, l’université de Reims-Champagne-Ardenne, l’IEP d’Aix-en-Provence, le ministère de l’Intérieur, le Sénat, la DATAR, la Caisse des Dépôts, le Secrétariat général à la ville (ex-DIV), Véolia, l’Assemblée nationale, Électricité de France, le Centre national de la fonction publique territoriale (CNFPT), la Mutuelle nationale territoriale (MNT), l'Association des communautés de France (AdCF), l'Association des maires de France (AMF), la Région Île-de-France, l'Union sociale pour l'habitat (USH).
Les activités du GRALE sont financées par les moyens apportés par les signataires de la convention constitutive ou par des partenariats sur projets.

## La Recherche
- Le GRALE s'attache à l'amélioration de la connaissance des processus socio-politiques et économiques locaux, de l'action publique territorialisée et des problèmes juridiques qu'ils soulèvent.
- Nombreuses expertises réalisées pour des organisations internationales, notamment le Conseil de l'Europe, l'Union européenne, l'OCDE (Sigma).
- Participation aux programmes internationaux : CGLU, COST.
- GRALE a apporté son concours scientifique au ministère de l’Intérieur, de l’Outre-mer et des Collectivités territoriales pour l’organisation du Forum Européen sur l’Avenir de l’Administration et des Collectivités Territoriales organisé à l'occasion de la présidence française de l'Union européenne (2008).

### Prix de thèse des collectivités territoriales
- Le GRALE délivre le Prix de thèse des collectivités territoriales depuis 1980. Ce prix a une vocation pluridisciplinaire encourageant à la fois des études scientifiques menées sous des angles juridique, sociopolitique, économique, géographique, etc. sous condition qu'elles abordent des politiques publiques territorialisées.
- Le premier prix est le Prix Georges Dupuis des collectivités territoriales, voir la liste des thèses primées sur le site du GRALE.
- Les partenaires ont été au  cours des années : l'Association pour la Recherche sur les collectivités locales en Europe (ARCOLE, jusqu'en 2005), la Ville d'Orléans (jusqu'en 2010), Dexia-Crédit local de France (1998-2003), la Semaine juridique - Lexis Nexis (2004-2005), éd. Wolters Kluwer France- Lamy Collectivités Territoriales (2007-2014), Communauté urbaine Nantes Métropole (2013-2015), l'Association des Anciens Élèves de l'ENA (2006-2015), le CNFPT (depuis 2011), la Mutuelle nationale territoriale (MN), depuis 2016.

## Publications

### Dès 1985, création d'une documentation électronique;Localdoc
La base de données Localdoc sur les collectivités territoriales était accessible sur minitel puis, via le site web du GRALE à l'université Paris-I. Elle était gérée par l'IEP de Bordeaux par Jeanne Capdeville, et financée par le GRALE. Plus de 6000 documents pouvaient être consultés. Elle a été arrêtée en 2005.

### 2009, Publication deDroit et Gestion des collectivités locales, anciennementAnnuaire des collectivités locales

#### Présentation
Il s'agit d'une publication annuelle du GRALE sous la direction de Guy Gilbert, puis de Gérard Marcou, et de Nicolas Kada qui fait voisiner un dossier thématique (Études et Chroniques internationales) et des Chroniques législatives et jurisprudentielles et le compte rendu de recherches significatives, notamment le résumé des thèses ayant reçu le Prix de thèse.
- Depuis l'année 2000, la partie « Études » comprend une série d'articles de synthèse nationales et internationales sur le même thème et sur des pays choisis en fonction de leur expérience sur le thème retenu. Cette partie « Chroniques internationales » a été placée sous la direction de Philippe de Bruycker ( Professeur à l'univ. libre de Bruxelles), puis depuis 2003, sous la direction d'Helmut Wollmann (professeur émérite à l'université Humbold, de Berlin).
- La partie « Chroniques législatives et jurisprudentielles» constitue une « somme » incomparable sur l'évolution de la décentralisation en France depuis quarante ans.

#### Thèmes retenus
- 1980 : Annuaire de l'administration locale, préface d'Alain Poher, Président du Sénat., éd. Cujas.

- 1981 à  2008 :  Annuaire des collectivités locales, éditions Litec.

« La Réforme de l’intercommunalité » (dir : Gérard Marcou, 2000), « La Démocratie locale » (dir : Gérard Marcou, 2001), « L’Organisation territoriale de la France, demain » (Gérard Marcou, 2002), « Les Services publics locaux » (dir :Gérard Marcou, 2003), « Réforme de la décentralisation, réforme de l’État. Régions et villes en Europe » (dir : Gérard Marcou, 2004) ; « Le Financement des politiques locales » (dir : Robert Hertzog, 2005) ; « La Gouvernance territoriale » (dir : Gérard Marcou, 2006) ; « Les Collectivités territoriales et l’énergie » (dir : Gérard Marcou, 2007) ; « Où en est la gestion locale ? »(dir : Robert Herzog et Gérald Orange, 2008).
- Depuis 2009 : Droit et gestion des collectivités locales, éditions Du Moniteur[3]

« L’action sociale des collectivités territoriales » (dir : Martine Long et Hervé Rihal, 2009) ;« Les enjeux de la gestion locale de l’eau » (dir : Gérard Marcou, 2010) ; « L’enjeu de la dépense locale » (dir : Robert Hertzog, 2011), « Transports et politiques locales de déplacement » (dir : Jacques Fialaire, 2012) ; « Collectivités territoriales et énergie » (dir : Gérard Marcou, 2013) ; « Éducation, formation, recherche. Quelle place pour les collectivités territoriales ? » (dir : Jacques Fialaire, 2014) ; « Collectivités territoriales et emploi » (Robert Hertzog, 2015) ; « Les élections locales françaises 2014-2015 » (dir : Bernard Dolez, 2016) ; « Les territoires de l’État » (dir : Nicolas Kada, 2017) ; « Les grandes régions » (dir : Virginie Donier, 2018).
La collection a été numérisée de 1980 à 2016. Elle est disponible sur le site de Persée.

### Collection du GRALE chez l'Harmattan
Consulter la collection du GRALE sur le site de l'éditeur L'Harmattan.